# Sam Vermaat
Sam Vermaat (14 marzo 2005) è uno snowboarder olandese.

## Palmarès

### Mondiali juniores
- 1 medaglia:
  - 1 bronzo (slopestyle a Krasnojarsk 2021)

### Coppa del Mondo
- Miglior piazzamento nella Coppa del Mondo generale di freestyle: 54º nel 2023
- Miglior piazzamento nella Coppa del Mondo di slopestyle: 20º nel 2023
- Miglior piazzamento nella Coppa del Mondo di big air: 60º nel 2023
- 1 podio:
  - 1 secondo posto